# 529828 Jinhuayizhong
529828 Jinhuayizhong este o planetă minoră (asteroid) din centura de asteroizi. A fost descoperită pe 8 august 2010 la Xuyi County⁠(d) de . 
Obiectul prezintă o orbită caracterizată de o semiaxă mare de 2,4389956205562 UAi, o excentricitate de 0,22556139094218, o înclinație de 6,3517103918492 ° în raport cu ecliptica.